# Eccellenza Liguria 2018-2019
Il campionato italiano di calcio di Eccellenza regionale 2018-2019 è stato il ventottesimo organizzato in Italia. Rappresenta il quinto livello del calcio italiano.
È composto da un girone di 16 squadre, organizzato dal Comitato Regionale della regione Liguria.

## Squadre partecipanti
| Club                             | Città                        | Stadio                      | Stagione precedente |
| -------------------------------- | ---------------------------- | --------------------------- | ------------------- |
| A.S.D. Alassio F.C.              | Alassio (SV)                 | Stadio Sandro Ferrando      | 2ª in Promozione/A  |
| A.S.D. Albenga 1928              | Albenga (SV)                 | Stadio Annibale Riva        | 8ª in Eccellenza    |
| U.S.D. Angelo Baiardo            | Genova (Molassana)           | Stadio Guerrino Strinati    | 1ª in Promozione/B  |
| A.S.D. Busalla Calcio            | Busalla (GE)                 | Stadio Comunale             | 11ª in Eccellenza   |
| A.S.D. Cairese                   | Cairo Montenotte (SV)        | Stadio Cesare Brin          | 1ª in Promozione/A  |
| F.B.C. Finale                    | Finale Ligure (SV)           | Stadio Felice Borel         | 16ª in Serie D/E    |
| A.S.D. Football Genova Calcio    | Genova (Cornigliano)         | Stadio Italo Ferrando       | 3ª in Eccellenza    |
| A.S.D. Imperia                   | Imperia                      | Stadio Nino Ciccione        | 2ª in Eccellenza    |
| S.C. Molassana Boero 1918 A.S.D. | Genova (Molassana)           | Stadio Federico Mario Boero | 13ª in Eccellenza   |
| A.S.D. Pietra Ligure 1956        | Pietra Ligure (SV)           | Stadio Giacomo De Vincenzi  | 9ª in Eccellenza    |
| A.C.D. Rapallo Ruentes 1914      | Rapallo (GE)                 | Stadio Umberto Macera       | 12ª in Eccellenza   |
| U.S.D. Rivarolese 1919           | Genova (Rivarolo)            | Stadio Begato 9             | 4ª in Eccellenza    |
| A.C.D. Sammargheritese 1903      | Santa Margherita Ligure (GE) | Stadio Eugenio Broccardi    | 5ª in Eccellenza    |
| Vado F.C. 1913                   | Vado Ligure (SV)             | Stadio Ferruccio Chittolina | 6ª in Eccellenza    |
| A.S.D. Valdivara 5 Terre         | Beverino (SP)                | Stadio Rino Colombo         | 7ª in Eccellenza    |
| A.S.D. Ventimiglia Calcio        | Ventimiglia (IM)             | Stadio Simone Morel         | 10ª in Eccellenza   |

## Classifica
|  | Pos. | Squadra         | Pt | G  | V  | N  | P  | GF | GS | DR  |
|  | ---- | --------------- | -- | -- | -- | -- | -- | -- | -- | --- |
|  | 1.   | Vado            | 63 | 30 | 19 | 6  | 5  | 61 | 29 | +32 |
|  | 2.   | Rivarolese      | 62 | 30 | 19 | 5  | 6  | 55 | 31 | +24 |
|  | 3.   | Cairese         | 56 | 30 | 16 | 8  | 6  | 57 | 38 | +19 |
|  | 4.   | Imperia         | 54 | 30 | 15 | 9  | 6  | 50 | 30 | +20 |
|  | 5.   | Genova          | 52 | 30 | 14 | 10 | 6  | 56 | 34 | +22 |
|  | 6.   | Pietra Ligure   | 40 | 30 | 9  | 13 | 8  | 52 | 44 | +8  |
|  | 7.   | Finale          | 40 | 30 | 10 | 10 | 10 | 43 | 36 | +7  |
|  | 8.   | Angelo Baiardo  | 40 | 30 | 12 | 4  | 14 | 45 | 53 | -8  |
|  | 9.   | Busalla         | 38 | 30 | 10 | 8  | 12 | 47 | 53 | -6  |
|  | 10.  | Molassana Boero | 36 | 30 | 10 | 6  | 14 | 29 | 49 | -20 |
|  | 11.  | Alassio         | 34 | 30 | 8  | 10 | 12 | 61 | 66 | -5  |
|  | 12.  | Rapallo Ruentes | 34 | 30 | 9  | 7  | 14 | 44 | 58 | -14 |
|  | 13.  | Sammargheritese | 33 | 30 | 8  | 9  | 13 | 39 | 41 | -2  |
|  | 14.  | Albenga         | 32 | 30 | 7  | 11 | 12 | 39 | 50 | -11 |
|  | 15.  | Ventimiglia     | 28 | 30 | 6  | 10 | 14 | 29 | 45 | -16 |
|  | 16.  | Valdivara       | 11 | 30 | 1  | 8  | 21 | 28 | 78 | -50 |

Legenda:
      Promosso in Serie D.
      Ammesso ai play-off nazionali.
 Ai play-out.
      Retrocesso in Promozione.
Note:
Tre punti a vittoria, uno a pareggio, zero a sconfitta.
In caso di arrivo di due o più squadre a pari punti, la graduatoria verrà stilata secondo la classifica avulsa tra le squadre interessate che prevede, in ordine, i seguenti criteri:
- Punti negli scontri diretti
- Differenza reti negli scontri diretti
- Differenza reti generale
- Reti realizzate in generale
- Sorteggio

## Risultati

### Tabellone
|                 | ALA  | ALB  | BAI  | BUS  | CAI  | FIN  | GEN  | IMP  | MOL  | PIE  | RAP | RIV  | SAM  | VAD  | VAL  | VEN  |
| --------------- | ---- | ---- | ---- | ---- | ---- | ---- | ---- | ---- | ---- | ---- | --- | ---- | ---- | ---- | ---- | ---- |
| Alassio         | –––– | 3-2  | 2-3  | 3-4  | 1-3  | 2-0  | 2-4  | 2-2  | 4-1  | 2-2  | 2-2 | 2-2  | 1-0  | 1-4  | 5-0  | 1-1  |
| Albenga         | 1-4  | –––– | 2-1  | 2-2  | 0-0  | 1-1  | 0-0  | 0-4  | 2-3  | 0-0  | 1-0 | 1-4  | 1-1  | 1-4  | 5-0  | 1-0  |
| Angelo Baiardo  | 3-0  | 3-4  | –––– | 1-2  | 1-3  | 2-5  | 2-2  | 2-2  | 1-0  | 1-0  | 3-1 | 2-0  | 1-2  | 1-0  | 3-0  | 1-0  |
| Busalla         | 3-3  | 2-1  | 1-2  | –––– | 2-2  | 3-2  | 1-5  | 2-4  | 1-0  | 0-2  | 1-2 | 0-0  | 2-0  | 1-3  | 4-1  | 2-1  |
| Cairese         | 0-1  | 2-2  | 4-0  | 2-2  | –––– | 3-0  | 2-0  | 2-2  | 1-1  | 2-1  | 0-0 | 0-0  | 1-3  | 1-3  | 3-1  | 2-1  |
| Finale          | 2-1  | 1-1  | 4-0  | 2-0  | 2-3  | –––– | 0-0  | 2-2  | 1-2  | 1-1  | 0-1 | 0-1  | 2-0  | 1-0  | 2-1  | 4-2  |
| Genova          | 4-0  | 1-1  | 2-1  | 1-1  | 1-3  | 2-2  | –––– | 1-0  | 2-0  | 2-3  | 0-0 | 3-0  | 2-0  | 3-1  | 6-1  | 3-1  |
| Imperia         | 3-4  | 1-0  | 2-0  | 2-0  | 2-1  | 2-0  | 1-1  | –––– | 3-0  | 1-0  | 3-2 | 1-1  | 1-0  | 1-1  | 1-3  | 1-0  |
| Molassana       | 1-0  | 0-2  | 2-1  | 1-2  | 1-5  | 1-0  | 2-0  | 0-1  | –––– | 1-1  | 3-1 | 0-1  | 1-0  | 1-1  | 0-0  | 0-2  |
| Pietra Ligure   | 5-3  | 2-2  | 4-2  | 2-0  | 1-2  | 1-1  | 3-3  | 1-1  | 2-1  | –––– | 1-2 | 6-1  | 2-2  | 1-2  | 2-2  | 1-1  |
| Rapallo         | 4-4  | 2-3  | 1-5  | 3-2  | 0-1  | 0-5  | 2-3  | 0-3  | 0-0  | 4-1  | -   | 0-4  | 1-1  | 1-3  | 5-3  | 4-1  |
| Rivarolese      | 1-0  | 3-1  | 0-1  | 2-0  | 3-4  | 3-0  | 1-0  | 2-1  | 3-0  | 3-1  | 2-1 | –––– | 3-1  | 1-1  | 5-1  | 3-0  |
| Sammargheritese | 2-2  | 3-1  | 1-1  | 0-2  | 2-0  | 1-1  | 0-1  | 0-0  | 2-2  | 1-2  | 1-2 | 0-1  | –––– | 1-0  | 4-0  | 5-0  |
| Vado            | 3-2  | 1-0  | 5-0  | 1-0  | 4-1  | 0-0  | 1-1  | 2-1  | 7-0  | 0-3  | 1-0 | 3-2  | 3-0  | –––– | 3-2  | 0-0  |
| Valdivara       | 3-3  | 1-1  | 1-1  | 2-2  | 0-2  | 0-2  | 1-3  | 0-2  | 0-3  | 0-0  | 1-3 | 0-1  | 2-3  | 0-1  | –––– | 1-1  |
| Ventimiglia     | 1-1  | 1-0  | 1-0  | 1-1  | 1-2  | 0-0  | 2-0  | 1-0  | 1-2  | 1-1  | 0-0 | 1-2  | 3-3  | 2-3  | 2-1  | –––– |

### Spareggi

#### Play-out
|                 | Risultati |                 | Luogo e data                            |
| --------------- | --------- | --------------- | --------------------------------------- |
| Albenga         | 2-0       | Sammargheritese | Albenga, 12 maggio 2019                 |
| Sammargheritese | 1-1       | Albenga         | Santa Margherita Ligure, 19 maggio 2019 |
|                 |           |                 |                                         |
| Ventimiglia     | 1-2       | Rapallo Ruentes | Ventimiglia, 12 maggio 2019             |
| Rapallo Ruentes | 1-1       | Ventimiglia     | Rapallo, 19 maggio 2019                 |
|                 |           |                 |                                         |